# Model Citizens
Model Citizens byla americká hudební skupina z New Yorku, aktivní koncem 70. let. Jejími původními členy byli čtyři studenti umění na Kolumbijské univerzitě: zpěvačka Gloria Richards, kytaristé Tomek Lamprecht a Steve Alexander a zpěvačka a klávesistka Eugenie Diserio. Později je doplnili ještě baskytarista Billy Robertson a bubeník Robert Medici.
Svou první nahrávku v podobě čtyřpísňového EP Shift the Blame skupina vydala v roce 1979 u vydavatelství SPY Records a jejím producentem byl John Cale. Píseň „Animal Instincts“, původně vydaná na tomto EP, vyšla v roce 1982 na kompilaci Singles: The Great New York Singles Scene. Kromě klubových koncertů kapela vystupovala mj. na benefičním koncertu v Carnegie Hall pořádaném skladatelem Philipem Glassem. Po rozpadu Model Citizens hráli různí členové v dalších skupinách, například Billy Robertson v Polyrock, Eugenie Diserio a Steve Alexander v The Dance, a Robert Medici v kapele Johna Calea.
V roce 2023 kapele vyšla deska NYC 1978–1979 (LP a CD), obsahující čtyři studiové nahrávky z EP Shift the Blame, doplněné o dvanáct písní nahraných při koncertech v klubech Max's Kansas City, CBGB a Hurrah.